# CCL Industries
CCL Industries ist ein kanadischer Verpackungsmittelkonzern mit Sitz in Toronto. Das Unternehmen ist börsennotiert und Teil des S&P/TSX 60-Index der Toronto Stock Exchange. An weltweit über 213 Standorten werden Etiketten, Nahrungsmittelverpackungen, Verpackungen für Gesundheits- und Pharmaprodukte und Produkte des Sicherheitsdrucks hergestellt.
Das Unternehmen wurde 1951 als Connecticut Chemicals Limited in Toronto gegründet und firmierte 1979 zu CCL Industries um. Connecticut Chemicals Limited begann als Lohnhersteller für verschiedene Konsumgüter und expandierte erst 1980 in das Geschäft mit Etiketten und Verpackungen. Ein Börsengang wurde 1999 vollzogen. Der vollständige Bruch mit der alten Geschäftsstrategie wurde 2005 vollzogen, als die Lohnfertigung für 256 Millionen kanadische Dollar veräußert wurde. Im Jahr 2013 übernahm CCL Industries die Marke Avery für Selbstklebeetiketten von Avery Dennison für 500 Millionen US-Dollar.